# 미추왕릉
경주 미추왕릉 (慶州 味鄒王陵)은 대한민국 경상북도 경주시 황남동에 있는 신라 13대 왕인 미추 이사금(재위 262∼284)의 무덤이다. 1969년 8월 27일 대한민국의 사적 제175호 신라미추왕릉으로 지정되었으나, 2011년 현재의 명칭으로 변경되었다.

## 개요
신라 최초의 김씨 왕으로 백제의 여러차례 공격을 막아내고 농업을 장려한 신라 13대 왕인 미추이사금(재위 262∼284)의 무덤이다.
『삼국사기』에는 미추왕릉과 관련된 전설이 전해지고 있다. 신라 유례왕 14년(297) 이서고국(伊西古國) 사람이 수도인 금성을 공격하여 위급한 상황에 처하자 대나무잎을 귀에 꽂은 군사가 나타나 적을 물리치고 사라졌다. 누군가 미추왕릉에 댓잎을 수북이 쌓인 것을 보고 미추왕이 죽어서도 신라를 도와주었다하여 미추왕릉을 죽장릉(竹長陵), 죽현릉(竹現陵)이라 부른다고 한다.
경주 황남동 무덤들 중 가장 잘 정비된 대릉원 내에 높이 12.4m, 지름 56.7m의 둥글게 흙을 쌓아올린 원형 봉토무덤이다. 무덤 앞에는 혼이 머무는 자리인 혼유석이 있고, 담장을 돌려 무덤 전체를 보호하고 있다. 무덤 앞쪽에는 숭혜전이 있는데, 임진왜란 때 불에 탄 것을 1794년 다시 세운 것으로 제사를 지내기 위한 곳이다. 내부는 돌무지덧널무덤으로 추정된다.

## 출토 유물
- 경주 황남동 상감 유리구슬 - 보물 제634호, 국립경주박물관 소장

## 현지 안내문
이 능은 신라 제13대 미추왕(味鄒王, 재위 262~284)을 모신 곳으로, 대나무가 병사로 변하여 적군을 물리쳤다는 전설에 따라 '죽현릉(竹現陵)'이라고도 한다. 미추왕은 김알지(金閼智)의 후예로 신라 최초의 김씨 왕이며, 여러차례 백제의 공격을 막아내고 농업을 장려하였다.
높이 12.4m, 지름 56.7m로 둥글게 흙을 쌓은 형태이며, 경주시내 평지고분 가운데서도 대형분에 속한다. 내부 구조는 돌무지덧널무덤(積石木槨墳)일 것으로 추정된다. 능(陵) 앞에는 화강석으로 만든 혼이 머무는 자리인 혼유석(魂遊石)이 있다. 특이하게 담장을 둘러 무덤 전체를 보호하고 있으며 조금 떨어진 무덤 앞쪽에는 위패를 모신 숭혜전(崇惠殿)이 있다.

## 같이 보기
- 미추 이사금

## 참고 자료
- 미추왕릉 - 국가유산청 국가유산포털